# John Bulwer
John Bulwer (Londres, batizado em 16 de maio de 1606 — Londres, 1 de outubro de 1656) foi um médico inglês e um dos primeiros filósofos naturais baconianos que escreveu cinco obras explorando o Corpo e a comunicação humana, particularmente por meio de gestos. Ele foi a primeira pessoa na Inglaterra a propor a educação de surdos, os planos para uma Academia que ele delineou em Philocophus e The Dumbe mans academie.

## Vida
John Bulwer nasceu em Londres em 1606 e continuou a trabalhar e morar na cidade até sua morte em outubro de 1656, quando foi enterrado em St Giles in the Fields, Westminster. Ele era o único filho sobrevivente de um boticário chamado Thomas Bulwer e Marie Evans de St. Albans. Quando ela morreu em 1638, John Bulwer herdou algumas propriedades em St Albans, das quais obteve uma pequena renda. Embora as informações sobre sua educação não sejam claras, há evidências de que ele provavelmente foi educado em Oxford como um estudante não matriculado na década de 1620. Quase todos seus amigos conhecidos foram educados lá e ele apoiava William Laude a festa da Alta Igreja durante a Guerra Civil. Mais tarde em sua vida, entre 1650 e 1653, ele adquiriu o Medicinae Doctor (MD) em uma universidade europeia desconhecida. Em 1634, ele se casou com uma mulher conhecida apenas como a "Viúva de Middleton", que faleceu antes dele. Nenhum filho deste casamento foi conhecido por ter nascido. Mais tarde, Bulwer adotaria uma garota chamada Chirothea Johnson e, como ele afirma em seu testamento, "a criou desde criança como minha". Ela pode ter sido surda.

## Published works
Durante a Guerra Civil Inglesa, Bulwer parou de trabalhar como médico e se concentrou em estudar e escrever. Todas as suas obras escritas foram criadas entre 1640 e até cerca de 1653. No total, Bulwer publicou cinco obras, todas as quais eram exemplos antigos ou as primeiras de seu tipo.

## ChirologiaandChironomia

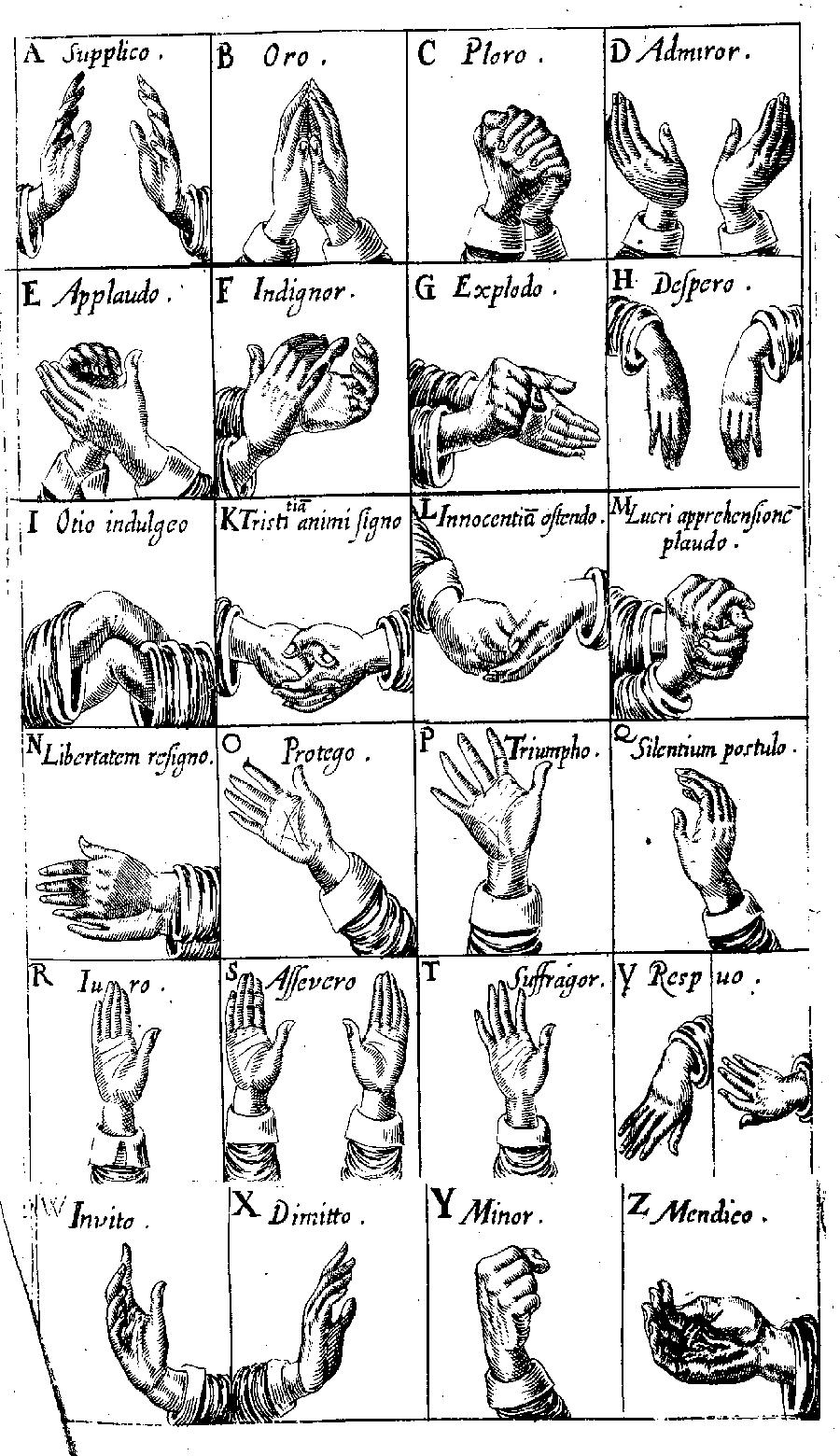
Chirogram da Chirologia, 1644.

hirologia: ou a linguagem natural da mão. Composto pelos movimentos de fala e seus gestos discursivos. A que se acrescenta Chironomia: ou, a arte da retórica manual. Consistindo nas expressões naturais, digeridas pela arte na mão, como o principal instrumento de eloqüência. Londres: Thomas Harper. 1644.
Embora emitidos como um único volume, Chirologia e Chironomia têm paginação diferente. Bulwer sempre se referiu a eles como obras separadas, mas com o tempo eles passaram a ser vistos como um único volume. Francis Bacon descreveu os gestos como "hieróglifos transitórios" e sugeriu que os gestos deveriam ser o foco de uma nova investigação científica. Bulwer foi o primeiro a empreender a tarefa. Para Bulwer, o gesto era um personagem universal da Razão.
[A mão] “fala todas as línguas, e como caráter universal da Razão é geralmente entendida e conhecida por todas as Nações, entre as diferenças formais de sua Língua. E sendo a única fala que é natural ao Homem, pode muito bem ser chamada de Língua e Linguagem Geral da Natureza Humana, que, sem ensino, os homens em todas as regiões do mundo habitável entendem mais facilmente à primeira vista”
Chirologia é frequentemente citada como o elo de Bulwer com estudos posteriores sobre surdos, porque se concentra em gestos com as mãos que passaram a ser vistos como o domínio da comunicação de surdos. Na verdade, o livro apenas menciona os surdos de passagem. Ele acreditava que era a recompensa da Natureza que os surdos se comunicassem por meio de gestos, "aquela maravilha da necessidade que a Natureza opera em homens que nascem surdos e mudos; que podem argumentar e disputar retoricamente por signos" (página 5). As formas de mão descritas em Chirologia ainda são usadas na língua de sinais britânica. Bulwer menciona como soletrar descrevendo como "os antigos faziam... ordenar um alfabeto nas juntas de seus dedos... mostrando essas letras por uma sucessão gramatical distinta", além de seu uso como dispositivos mnemônicos Bulwer sugere que os alfabetos manuais poderiam ser "ordenados para servem para cifras privadas para qualquer intimação secreta "( Chironomia, p149). Chirologia é um compêndio de gestos manuais, citando seu significado e uso em uma ampla gama de fontes; literária, religiosa e médica. Chironomia é um manual para o uso eficaz de Gestos em falar em público.

## Philocophus
Philocophus: ou, o amigo do homem morto e mudo. Exibindo a veracidade filosófica dessa arte sutil, que pode impossibilitar alguém com um olhar observador, de ouvir o que qualquer homem fala com o movimento de seus lábios. Sobre o mesmo fundamento, com a vantagem de uma exemplificação histórica, aparentemente provando, que um homem nascido morto e mudo pode ser ensinado a ouvir o som de palavras com seu eie, e então aprender a falar com sua língua. Por JB, apelidado de Chirosopher London: Humphrey Moseley 1648.
Bulwer foi a primeira pessoa na Grã-Bretanha a discutir a possibilidade de educar pessoas surdas, e a novidade da ideia, e a aparente impossibilidade, é mostrada quando Bulwer tenta persuadir "alguns homens racionais" a apoiar o estabelecimento de uma "nova Academia", para para eles "a tentativa parecia paradoxal, prodigiosa e hiperbólica; que mais divertia do que satisfazia sua compreensão" (da introdução). Para persuadir esses "homens conhecedores" da "veracidade filosófica desta Arte" (a educação dos surdos), ele se propõe neste volume a explicar a teoria e a evidência empírica para sua possibilidade. Algumas evidências vêm do relato de Sir Kenelm Digbyde um encontro entre o Príncipe de Gales e um nobre espanhol surdo, Don Luis Velasco. Além de se basear muito nesse relato, ele também coleta informações sobre surdos que viviam na Grã-Bretanha naquela época. Através de observações de que alguns surdos podem "ouvir" as vibrações produzidas por instrumentos musicais por condução óssea através dos dentes, Bulwer passou a acreditar que o corpo tinha uma comunidade de sentidos, por exemplo, o olho poderia ser usado para perceber a fala por leitura labial.

## Patomiotomia
Patomiotomia, ou uma dissecção dos músculos significativos das afeições da mente. Sendo um ensaio para um novo método de observar os movimentos mais importantes dos músculos da cabeça, visto que são os órgãos mais imediatos e imediatos do voluntário ou movimentos impetuosos da mente. Com a Proposta de uma nova Nomenclatura dos Músculos. Londres: Humphrey Moseley. 1649
Este foi o primeiro trabalho substancial da língua inglesa com base nos músculos das expressões emocionais. O objetivo era apresentar um sistema novo e mais intuitivo para nomear os músculos do rosto. Um sistema no qual os músculos seriam nomeados de acordo com as paixões que eles costumavam expressar. Levaria 200 anos para que ideias semelhantes surgissem no anatomista e eletrofisiologista francês Guillaume Duchenne, em Mecanisme de la Physiognomie Humaine (1862). A outra observação de Duchenne que Bulwer prenunciou foi que a contração do orbicularis oculi (o músculo que circunda o olho) acompanha sorrisos genuínos de felicidade, mas não ocorre em sorrisos enganosos ou não alegres.

## Antropometamorfose
Antropometamorfose: Homem Transformado, ou o Changeling Artificial. Historicamente apresentado, na bravura louca e cruel, bravura tola, beleza ridícula, finura imunda e amorosidade repugnante da maioria das nações, moldando e alterando seus corpos a partir do molde pretendido pela natureza. Com uma Vindicação da Beleza Regular e Honestidade da Natureza, e um Apêndice do Pedigree do Galante Inglês. Londres: J. Hardesty. 1650
Antropometamorfose foi a obra final e mais popular de Bulwer, reimpressa pelo menos três vezes em sua vida. Primeiro em 1650, a segunda edição de 1653 foi muito ampliada e ilustrada com xilogravuras. Uma terceira edição "impressa para uso e benefício de Thomas Gibbs, gent" foi uma reedição da segunda edição com o título "Uma visão do povo de todo o mundo". O título significa literalmente 'mudança na humanidade'. Poderia ser visto como mais uma obra influenciada por Francis Bacon, uma Anomatia Comparata, uma comparação de todos os povos do mundo, e em seu ataque ao cosmético faz eco a Bacon. É um dos primeiros estudos em antropologia cultural comparada embora com um tom forte de comentário social, "Quase todas as nações tendo um capricho particular no tocante às modas corporais de sua própria invenção" (página 5), Bulwer descreve como as pessoas modificam seus corpos e roupas, mas comentaristas posteriores interpretaram este trabalho apolítico ostensivo como uma peça codificada de teoria política. Um comentário político contra o estado regicida artificial (aos olhos de Bulwer) e um apelo ao retorno à forma "natural" de governo com o rei como o chefe simbólico do corpo da Inglaterra. A política de Bulwer é indissociável de seu outro pensamento, para ele a Natureza era um Monarca, "soberania delegada de Deus". Um comentário político contra o estado regicida artificial (aos olhos de Bulwer) e um apelo ao retorno à forma "natural" de governo com o rei como o chefe simbólico do corpo da Inglaterra. A política de Bulwer é indissociável de seu outro pensamento, para ele a Natureza era um Monarca, "soberania delegada de Deus". "A beleza do Universo consiste em coisas perfeitas e permanentes" (p25) governado pelo monarca, a Natureza. Embora Bulwer não faça nenhuma referência direta aos acontecimentos políticos na Inglaterra, sua abordagem do corpo monstruoso ecoa os temas da polêmica literatura da época, especialmente em seu enfoque na cabeça. O corpo principal do texto consiste em 23 seções, das quais 15 tratam de deformações ou modificações na cabeça ou na face. O livro termina com Bulwer afirmando que ele vai parar de escrever e voltar a trabalhar como médico. Ele escreve:
Até agora obedecendo ao impulso sagrado do gênio operando em nossa tez intelectual, enquanto minha mente estava me levando a coisas novas, eu não executei obras de supererrogação, mas suplementares para o avanço das ciências. Em que pareço ter merecido algo da republicação de cartas (isto é, público literário): "De fazer muitos livros não há fim, e a leitura deles é um cansaço para a carne" (Ec xii.12): De agora em diante, devo dedicar-me inteiramente a cuidar da minha própria saúde e da saúde dos outros. Outras coisas serão feitas por outros amantes da natureza humana. O FIM.

## Manuscritos e outros trabalhos
Além disso, existem dois manuscritos não publicados remanescentes mantidos na Biblioteca Britânica:
'Philocophus, ou a Dumbe mans academie, na qual é ensinada uma nova e admirada arte, instruindo os que nasceram Deafe e Dumbe a ouvir o som das palavras com theire eie e daí aprender a falar com a língua:' ilustrado com placas gravadas mostrando os diferentes porções das mãos. (Realizado sob Sloane 1788 na Biblioteca Britânica).
Este manuscrito mostra que Bulwer foi a primeira pessoa na Inglaterra a adquirir e traduzir a Reducción de las letras y arte para enseñar a hablar a los mudos, de Juan Pablo Bonet ("Resumo das cartas e da arte de ensinar a falar aos mudos") porque contém imagens cortadas e coladas diretamente do livro de Bonet, bem como comentários sobre os métodos nele descritos. Este manuscrito é geralmente referido como Dumbe mans academie para diferenciá-lo claramente do trabalho publicado anteriormente também intitulado Philocophus.
O outro manuscrito detido intitula-se Vultispex criticus, seu physiognomia medici. Um manuscrito sobre Fisionomia.
Há também uma seleção de trabalhos perdidos, incluindo um estudo intitulado Glossiatrus, sobre distúrbios da fala, e outro, Otiatrus, sobre distúrbios auditivos. Glossiatrus foi a primeira monografia sobre distúrbios da fala já escrita.